# آرثر آموس نويز
آرثر آموس نويز (بالإنجليزية: Arthur Amos Noyes) هو أستاذ جامعي وكيميائي أمريكي، ولد في 13 سبتمبر 1866 في نيوبوريبورت في الولايات المتحدة، وتوفي في 3 يونيو 1936 في كاليفورنيا في الولايات المتحدة.